# Dissociatieve identiteitsstoornis
Dissociatieve identiteitsstoornis (DIS) (in de ICD-terminologie: meervoudigepersoonlijkheidsstoornis of multipelepersoonlijkheidsstoornis (MPS)) is een dissociatieve stoornis waarbij iemand afwisselend twee (of meer) van elkaar te onderscheiden persoonlijkheidstoestanden kan aannemen. Ten minste twee van deze persoonlijkheden nemen regelmatig het gedrag volledig over. Vaak heeft de patiënt gaten in het geheugen die niet door vergeetachtigheid te verklaren zijn. Vaak weet de oorspronkelijke persoonlijkheid niets van de andere persoonlijkheden (ook wel alters genoemd). De andere persoonlijkheden weten soms wel af van de oorspronkelijke identiteit en van elkaar. De alternatieve persoonlijkheden zijn in die zin volledig, dat ze een eigen karakter en verleden hebben en soms ook andere uiterlijke kenmerken (een ander stem- en taalgebruik). De alters kunnen allemaal een eigen naam hebben, maar het hoeft niet per se. Sommige mensen met DIS hebben geen namen voor hun alters, maar toch zijn het andere persoonlijkheden.

## Kenmerken
Het DSM-IV geeft de volgende criteria voor de dissociatieve identiteitsstoornis:
1. De aanwezigheid van twee of meer persoonlijkheden (deze hoeven niet altijd duidelijk zichtbaar te zijn voor de buitenwereld) of persoonlijkheidsaspecten (ieder met een relatief blijvend patroon van waarneming, aanvoelen en denken over de omgeving en zichzelf).
2. Minimaal twee van deze identiteiten of persoonlijkheden nemen regelmatig het gedrag van de persoon over.
3. Onvermogen om zich belangrijke persoonlijke informatie te herinneren, wat niet verklaard kan worden door gewone vergeetachtigheid.
4. De stoornis is geen gevolg van directe fysiologische effecten na inname van een substantie (bijvoorbeeld blackouts of chaotisch gedrag bij alcoholintoxicatie) of een somatische aandoening (bijvoorbeeld complexe stuipen).

## Overige kenmerken
1. Geheugenverlies, de persoon is stukken verleden kwijt. Daarnaast kan hij zich dingen die hij net heeft gedaan soms niet meer herinneren.
2. Depersonalisatie, het gevoel van een afstand naar zichzelf te kijken, buiten zichzelf en als robot te leven, dingen te doen zonder daar een gevoel bij te hebben. Het contact met het eigen lichaam lijkt verbroken.
3. Derealisatie, oftewel breken met de werkelijkheid, de dingen om je heen beleven alsof deze niet echt gebeuren. Het niet meer herkennen van je omgeving.
4. Identiteitsstoornis, het horen van stemmen van andere persoonlijkheden en de strijd tussen deze persoonlijkheden.
5. Identiteitswisselingen, het veranderen van persoonlijkheid en daardoor alleen de dingen herinneren die deze persoonlijkheid heeft meegemaakt, al het andere is weg of naar de achtergrond verdreven.
6. Mogelijk suïcidale neigingen of automutilatie.

## Algemeen
In eerdere klinische omschrijvingen van DSM (II) werd nog gesproken van meervoudige persoonlijkheid. Later is dit gewijzigd omdat men veronderstelde dat het niet zozeer ging om het omschakelen tussen verschillende persoonlijkheden maar het ontbreken van een enkelvoudige identiteit binnen eenzelfde persoon. Daarom wordt in DSM-5 nu gesproken van verschillende identiteiten of persoonlijkheidstoestanden in plaats van persoonlijkheden. Volgens de DSM-definitie kan het geheugenverlies niet verklaard worden als een gevolg van normaal vergeten.
De DIS-symptomen kunnen ook niet worden toegeschreven aan gebruik van alcohol of drugs, epileptische aanvallen, of andere medische condities. De diagnose wordt bemoeilijkt door comorbiditeit met andere psychische stoornissen. Simuleren zou ook een oorzaak kunnen zijn, als er sprake is van een mogelijk financieel of forensisch profijt.
De diagnose DIS kan met een gestructureerd DSM-5-vraaggesprek worden vastgesteld. Ook wordt er soms gebruikgemaakt van een vragenlijst.

## Oorzaken
DIS zou het gevolg zijn van een psychotrauma in de vroege jeugd, als gevolg van seksueel misbruik, mishandeling, ernstige ziektes of affectieve verwaarlozing.

### Sociocognitief
Een geheel andere opvatting is dat DIS het gevolg is van een suggestieve psychotherapeutische aanpak (iatrogeen: door genezer veroorzaakt) waarbij een patiënt de rol van een DIS-patiënt gaat spelen. Het is bijvoorbeeld mogelijk dat een patiënt door een therapeut, hulpverlener of voorbeelden in de media ervan overtuigd raakt dat zijn of haar problemen een gevolg zijn van seksueel misbruik in de kinderjaren. Ook kan DIS voortkomen uit een sterke suggestibiliteit of neiging tot fantaseren. Een andere mogelijkheid is ten slotte dat de DIS-symptomen een gevolg zijn van simuleren of onderdeel vormen van een nagebootste stoornis waarin iemand ziektebeelden fingeert om aandacht te krijgen.
Door de bestaande gevallen van dissociatieve identiteitsstoornis is deze oorzaak echter niet de enige en dient men zeker aandacht te besteden aan de psychotraumatische grondslag.
Aangezien er nog niet genoeg grootschalig onderzoek is gedaan om een van de theorieën te bewijzen is er nog geen duidelijkheid over de etiologie van DIS. Vanwege het casuïstisch karakter van de meeste onderzoeken is het lastig om algemene, eensluidende conclusies te trekken.

## Onderzoek
Het meeste tot nu toe verrichte onderzoek is casuïstisch van aard: het beschrijft individuele gevallen en voorbeelden. Er is nog weinig systematisch en gecontroleerd onderzoek gedaan naar de vraag in hoeverre de verschijnselen van DIS toe te schrijven zijn aan twee verschillende identiteiten of personen, of dat het eerder gaat om twee tegenstrijdige kanten of aspecten van dezelfde persoon. Een cruciale vraag daarbij is of er inderdaad sprake is van dissociatieve amnesie: dat men niets weet of zich niets herinnert van wat zich in de andere identiteit of persoonlijkheidstoestand heeft voorgedaan.
Deze laatste vraag lijkt eveneens van belang voor de forensische psychiatrie of voor een rechtbank die moet beslissen of een persoon verantwoordelijk moet worden gesteld voor het gepleegde misdrijf, of ontoerekeningsvatbaar moet worden verklaard.
Recente systematische studies waarbij DIS-patiënten zijn vergeleken met gezonde proefpersonen die DIS simuleerden hebben de volgende resultaten opgeleverd. Patiënten werd daarbij gevraagd om te schakelen tussen twee identiteiten of rollen: de trauma-identiteit en de neutrale of normale identiteit. Ook werden zij daarbij geconfronteerd met nare en neutrale herinneringen. Hetzelfde werd gevraagd aan gezonde proefpersonen die zich in beide identiteiten moesten inleven. Er werd hierin zowel bewijs gevonden voor het bestaan van DIS als bewijs van het tegendeel. In een van deze studies bleken lichamelijke reacties en hersenactiviteit van DIS-patiënten te verschillen tussen beide identiteiten. Bij gezonde simulanten was dit niet het geval. Kennelijk is de toestand van DIS niet uitsluitend aan simulatie, neiging tot fantaseren of een grotere suggestibiliteit toe te schrijven, concluderen de auteurs.
In een andere recente studie gaven patiënten ondanks hun bewering dat zij zich niets konden herinneren van hun gedissocieerde (traumatische) toestand toch blijk van impliciete (onbewuste) herkenning van informatie uit die toestand. Terwijl zij in hun normale identiteit een cognitieve taak uitvoerden bleken zij namelijk toch afgeleid te worden door woorden die voor hun andere (traumatische) identiteit beladen waren. Kennelijk heeft het geheugen van DIS-patiënten dan toch toegang tot persoonlijke en autobiografische informatie van die traumatische identiteit. Dit hoeft echter niet te betekenen dat deze stoornis niet bestaat, aangezien de werking van het menselijk brein ook op het vlak van het geheugen nog niet volledig is doorgrond.

## Psychotherapie
Er bestaat geen consensus over de juiste diagnose en behandeling van DIS. Het bestaande onderzoek naar de effectiviteit van de behandeling is voornamelijk gebaseerd op beschrijving van individuele gevallen. Deze behandelingen bevatten bijna altijd psychotherapie. Bij de behandeling van traumagerelateerde klachten wordt meestal uitgegaan op een benadering die gericht is op drie fases: In fase 1 gaat het om stabilisatie en symptoomreductie, zodat de patiënt de taken die bij het dagelijks leven horen beter aan kan. In fase 2 gaat het om de behandeling van de traumatische gebeurtenissen. In fase 3 is de behandeling erop gericht de patiënt een nieuwe levensstijl te laten ontwikkelen. Alle fases worden steeds met elkaar afgewisseld.

## Geschiedenis en literatuur
In de middeleeuwen werden personen met een meervoudige persoonlijkheid vermoedelijk gezien als ‘bezetenen’. In de 19de eeuw werden er volgens Rieber 100 gevallen van meervoudige persoonlijkheid gerapporteerd. In 1910 introduceerde Eugen Bleuler de term schizofrenie ter vervanging van de oudere term dementia praecox. Vanaf dat tijdstip was er ook een afname in rapportering van het aantal gevallen van meervoudige persoonlijkheid, vermoedelijk omdat men de meervoudige persoonlijkheid zag als een onderdeel van schizofrenie met symptomen als hallucinaties en wanen.
Eind 19de eeuw heerste de wijdverbreide opvatting dat emotioneel traumatische ervaringen tot allerlei lichamelijke klachten konden leiden, die conversies werden genoemd. Franz Mesmer en Armand-Marie Jacques de Chastenet, Marques de Puységur, pasten aan het eind van de 18de eeuw hypnose toe; ze meenden dat in deze toestand een andere persoonlijkheid kon worden opgeroepen. Soms traden zij voor een publiek op en toonden daarbij hun spectaculaire gevallen. Gevallen van dissociatie werden in de psychiatrie voor het eerst systematisch beschreven door de Franse psychiaters Jean-Martin Charcot en Pierre Janet. Charcot werd vooral bekend door zijn toepassing van hypnose en behandeling van hysterische patiënten, terwijl zijn leerling Janet de termen dissociatie en onbewuste heeft ingevoerd. Sigmund Freud heeft later hun ideeën over de rol van jeugdtrauma’s en dissociatie verder uitgewerkt in zijn theorie van het onbewuste.

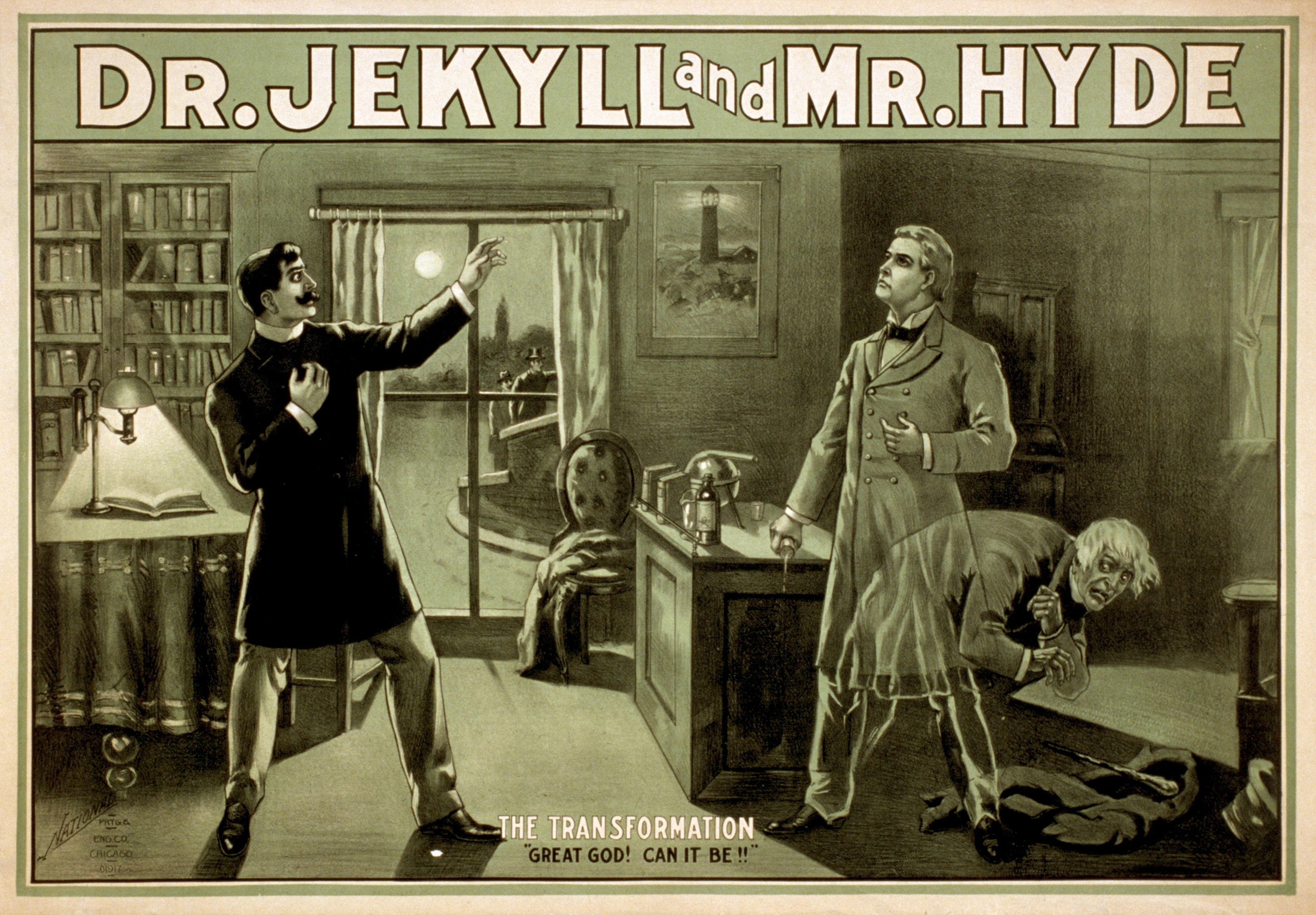
Dr Jekyll en Mr Hyde.

Gevallen van meervoudige of ‘gespleten’ persoonlijkheden hebben altijd tot de verbeelding gesproken. Dit blijkt uit de populariteit van verhalen van Edgar Allen Poe, Mary Shelley (Frankenstein), Robert Louis Stevenson (Strange Case of Dr Jekyll and Mr Hyde) en publieksfilms als The three faces of Eve en Sybil. Deze wekten vooral bij het grote publiek belangstelling op voor gevallen van meervoudige persoonlijkheid. Andere voorbeelden van een gespleten persoonlijkheid zijn Gollem in The Lord of the Rings en Harvey Dent, beter bekend als Two-Face, in meerdere verhalen van Batman.

## DIS in film
David and Lisa van Frank Perry (1962), met Keir Dullea (David) en Janet Margolin (Lisa / Muriel). In deze film komt DIS aan bod als de twee tegenovergestelde persoonlijkheden Lisa en Muriel in het meisje Lisa Brandt. De ene persoonlijkheid (Lisa) is te vergelijken met een naïef kind van ongeveer 5 jaar dat onnozele bewegingen maakt en onzinnige doch steeds rijmende uitspraken doet, terwijl de andere persoonlijkheid (Muriel) een duister karakter heeft en nooit spreekt, maar alles neerschrijft op grote tekstvellen. De tweede (duistere) persoonlijkheid komt steeds tevoorschijn als de eerste zich bedreigd voelt of in een verbale conflictsituatie terecht komt, zoals met haar begeleider John of met haar medebewoner van het instituut David Clemens.